# フッ化アルミニウム
フッ化アルミニウム（フッかアルミニウム、aluminium fluoride）は化学式 AlF3 で表されるフッ素の化合物である。外観は白色の結晶性粉末である。水酸化アルミニウムまたは金属アルミニウムをフッ化水素と反応させると得られる。結晶構造は酸化レニウム(VI) と類似しており、アルミニウム周りは歪んだ八面体構造をとる。
この構造のため、他のハロゲン類縁体と異なり耐火性を持つ。塩化アルミニウム AlCl3、臭化アルミニウム AlBr3、ヨウ化アルミニウム AlI3 はいずれも液体状態では二量体を形成し、蒸発する際も二量体のままである。一方フッ化アルミニウムの場合、約1000℃における気体状態では D3h の対称性を持つ三角形の構造をとる。Al−F 結合距離は163pmである。
フッ化アルミニウムはアルミニウムを電解製錬する際に添加剤として用いられる。アルミナの融点を下げ、導電性を高める効果を持つ。